# Memento Mori (álbum de Depeche Mode)
Memento Mori (estilizado como Memento | Mori na capa do álbum) é o décimo quinto álbum de estúdio da banda britânica Depeche Mode, lançado em 24 de março de 2023 pela Columbia Records e pela Mute Records. Produzido por James Ford e Marta Salogni, Memento Mori foi o primeiro álbum do Depeche Mode a ser lançado após a morte do cofundador e tecladista Andy Fletcher, em 26 de maio de 2022. O lançamento do álbum foi precedido pelo single "Ghosts Again", e o álbum foi promovido pela turnê Memento Mori Tour.

## Antecedentes
Em 26 de maio de 2022, o cofundador e tecladista da banda, Andy Fletcher morreu inesperadamente, com a causa da morte posteriormente sendo revelada como dissecção aórtica. Embora o trabalho no álbum tenha começado antes da morte de Fletcher, Dave Gahan afirmou em uma entrevista à NME que Fletcher não gravara nenhum material para o álbum.
Em agosto de 2022, uma foto de Martin Gore e Dave Gahan no estúdio foi compartilhada nas redes sociais, indicando que eles estavam trabalhando em um novo material.

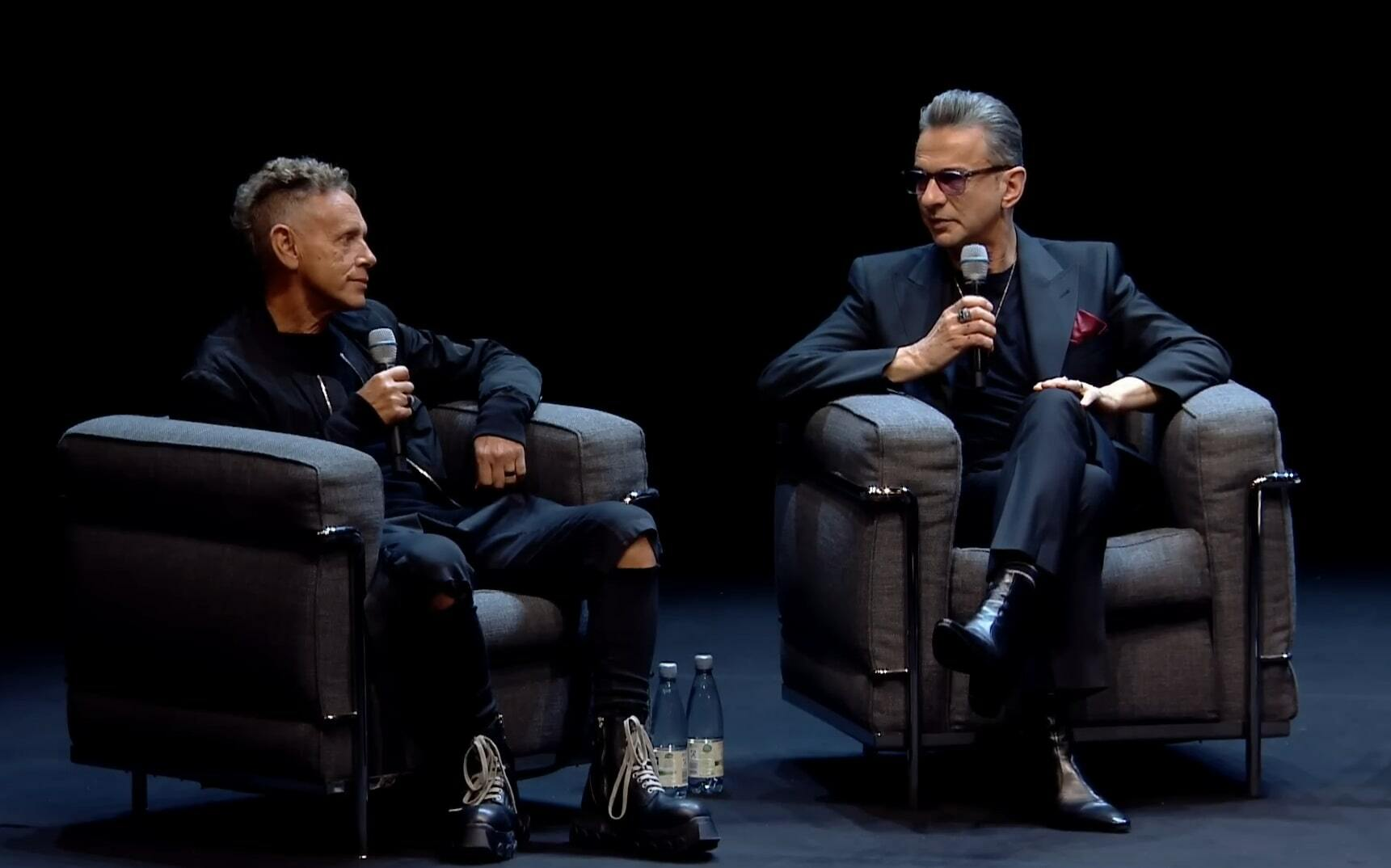
Gore e Gahan discutindo o álbum na coletiva de imprensa em Berlim, Alemanha.

Em 4 de outubro de 2022, a banda deu uma coletiva de imprensa em Berlim, Alemanha, anunciando seu próximo álbum intitulado Memento Mori e uma turnê mundial para acompanhá-lo. O álbum está programado para ser lançado "no final de março" de 2023, que coincide com o inicio da turnê, em 23 de março de 2023.
| “                                                                               | Começamos a trabalhar neste projeto no início da pandemia, e seus temas foram inspirados diretamente naquela época. Após a morte de Fletch, decidimos continuar porquê temos certeza de que era isso que ele queria, e isso realmente deu ao projeto um nível extra de significado. | ” |
| — Martin Gore à Live Nation Entertainment, sobre o processo de criação do álbum | |   |

Em 3 de fevereiro de 2023, a conta oficial do Depeche Mode no Twitter anunciou "Ghosts Again" como o primeiro single, o qual foi lançado em 9 de fevereiro de 2023, junto com seu videoclipe.
Uma descrição do álbum apareceu no site oficial da banda: "As 12 faixas do álbum traçam uma vasta expansão de humores e texturas, desde sua sinistra abertura até sua resolução final—indo da paranoia e obsessão à catarse e alegria, e atingindo uma miríade de pontos entre eles". A lista de faixas completa, de 12 canções, também foi anunciada. Em 11 de fevereiro de 2023, a banda estreou "Ghosts Again" ao vivo em Sanremo, Itália; em 14 de fevereiro de 2023, "Wagging Tongue", em La Plaine-Saint-Denis, França; e em 19 de fevereiro de 2023, "My Favorite Stranger", em Munique, Alemanha, em um evento especial para fãs.

## Lista de faixas
| N.º | Título                  | Compositor(es)                        | Duração |  |
| 1.  | "My Cosmos Is Mine"     | Martin L. Gore                        |         |  |
| 2.  | "Wagging Tongue"        | Gore Dave Gahan                       |         |  |
| 3.  | "Ghosts Again"          | Gore Richard Butler                   | 3:58    |  |
| 4.  | "Don't Say You Love Me" | Gore Butler                           |         |  |
| 5.  | "My Favourite Stranger" | Gore Butler                           |         |  |
| 6.  | "Soul with Me"          |                                       |         |  |
| 7.  | "Caroline's Monkey"     | Gore Butler                           |         |  |
| 8.  | "Before We Drown"       | Gahan Peter Gordeno Christian Eigner  |         |  |
| 9.  | "People Are Good"       |                                       |         |  |
| 10. | "Always You"            |                                       |         |  |
| 11. | "Never Let Me Go"       |                                       |         |  |
| 12. | "Speak to Me"           | Gahan Marta Salogni Eigner James Ford |         |  |

## Créditos
Depeche Mode
- Dave Gahan
- Martin L. Gore

Músicos adicionais
- James Ford – programação
- Marta Salogni – programação

Técnicos
- James Ford – produção
- Marta Salogni – produção, mixagem, engenharia
- Greg White – assistente de engenharia
- Francine Perry – assistente de engenharia
- Grace Banks – assistente de engenharia
- Adrian Hierholzer – engenharia vocal
- Matt Colton – masterização